# كريستين ستانتون
كريستين ستانتون (بالإنجليزية: Christine Stanton) هي منافسة ألعاب القوى أسترالية، ولدت في 12 ديسمبر 1959 في Town of Cottesloe ‏ في أستراليا.

## وصلات خارجية
- كريستين ستانتون على موقع الاتحاد الدولي لألعاب القوى (الإنجليزية)
- كريستين ستانتون على موقع النتائج التاريخية لألعاب القوى الأسترالية (الإنجليزية)
- كريستين ستانتون على موقع أوليمبيديا (الإنجليزية)
- كريستين ستانتون على موقع اللجنة الأولمبية الأسترالية (الإنجليزية)